# Aloe eremophila
Espèce
Statut CITES
Aloe eremophila est une espèce de plantes de la famille des Xanthorrhoeaceae selon APG III, des Asphodelaceae, selon APG IV.
Elle a été décrite pour la première fois par John Jacob Lavranos en 1965 dans Journal of South African Botany.